# Leonard Zuta
Leonard Zuta (Göteborg, 1992. augusztus 9. –) svéd születésű észak-macedón válogatott labdarúgó, a norvég Vålerenga hátvédje.

## Pályafutása

### Klubcsapatokban
Zuta a svédországi Göteborg városában született. Az ifjúsági pályafutását a helyi Västra Frölunda csapatában kezdte, majd 2010-ben a Häcken akadémiájánál folytatta.
2012-ben mutatkozott be a Häcken Allsvenskanban szereplő felnőtt csapatában. Először a 2012. április 13-ai, Mjällby AIF elleni mérkőzésen lépett pályára. 2015 augusztusáig Zuta összesen 57 mérkőzésen szerepelt a klub színeiben.
2015. augusztus 31-én három éves szerződést kötött a horvát Rijeka csapatával. Az 1. HNL-ben a 2015. szeptember 19-ei, Inter-Zaprešić elleni mérkőzésen a 87. percben debütált.
2019. január 8-án a török Konyasporhoz igazolt. 2020. szeptemberében az olasz Lecce csapatához szerződött két évre.
2021. július 30-án három éves szerződést kötött a norvég Vålerenga együttesével.

### A válogatottban
2015-ben debütált az észak-macedón válogatottban, ahol eddig 15 mérkőzésen képviselte az országot. Először a 2015. június 14-ei, Szlovákia elleni EB-selejtezőn lépett pályára.

## Statisztikák
2023. június 4. szerint
| Klub      | Szezon   | Osztály     | Bajnokság | Bajnokság | Kupa  | Kupa | Nemzetközi | Nemzetközi | Összesen | Összesen |
| Klub      | Szezon   | Osztály     | Meccs     | Gól       | Meccs | Gól  | Meccs      | Gól        | Meccs    | Gól      |
| --------- | -------- | ----------- | --------- | --------- | ----- | ---- | ---------- | ---------- | -------- | -------- |
| Häcken    | 2012     | Allsvenskan | 1         | 0         | 0     | 0    | 0          | 0          | 1        | 0        |
| Häcken    | 2013     | Allsvenskan | 16        | 0         | 0     | 0    | 1          | 0          | 17       | 0        |
| Häcken    | 2014     | Allsvenskan | 19        | 0         | 1     | 0    | 0          | 0          | 20       | 0        |
| Häcken    | 2015     | Allsvenskan | 21        | 0         | 0     | 0    | 0          | 0          | 21       | 0        |
| Häcken    | Összesen | Összesen    | 57        | 0         | 1     | 0    | 1          | 0          | 59       | 0        |
| Rijeka    | 2015–16  | 1. HNL      | 26        | 0         | 2     | 0    | 0          | 0          | 28       | 0        |
| Rijeka    | 2016–17  | 1. HNL      | 35        | 0         | 4     | 0    | 2          | 0          | 41       | 0        |
| Rijeka    | 2017–18  | 1. HNL      | 35        | 2         | 2     | 0    | 10         | 0          | 47       | 2        |
| Rijeka    | 2018–19  | 1. HNL      | 13        | 0         | 1     | 0    | 2          | 0          | 16       | 0        |
| Rijeka    | Összesen | Összesen    | 109       | 2         | 9     | 0    | 14         | 0          | 132      | 2        |
| Konyaspor | 2018–19  | Süper Lig   | 12        | 0         | 0     | 0    | 0          | 0          | 12       | 0        |
| Häcken    | 2020     | Allsvenskan | 16        | 1         | 1     | 0    | 0          | 0          | 17       | 1        |
| Lecce     | 2020–21  | Serie B     | 23        | 0         | 2     | 0    | 0          | 0          | 25       | 0        |
| Vålerenga | 2021     | Eliteserien | 16        | 1         | 1     | 0    | —          | —          | 17       | 1        |
| Vålerenga | 2022     | Eliteserien | 23        | 2         | 2     | 1    | 0          | 0          | 25       | 3        |
| Vålerenga | 2023     | Eliteserien | 7         | 0         | 1     | 0    | —          | —          | 8        | 0        |
| Vålerenga | Összesen | Összesen    | 46        | 3         | 4     | 1    | 0          | 0          | 50       | 4        |
| Összesen  | Összesen | Összesen    | 263       | 6         | 17    | 1    | 15         | 0          | 295      | 7        |

### A válogatottban
| Válogatott      | Év       | Pályára lépés | Gól |
| --------------- | -------- | ------------- | --- |
| Észak-Macedónia | 2015     | 7             | 0   |
| Észak-Macedónia | 2016     | 8             | 0   |
| Összesen        | Összesen | 15            | 0   |

## Sikerei, díjai
Rijeka
- 1. HNL
  - Bajnok (1): 2016–17

- Horvát Kupa
  - Győztes (1): 2016–17